# SDZ-220581
SDZ-220581 je antagonist NMDA receptora.